# Michael Reynolds
Michael E. (Mike) Reynolds (* 1945) je americký architekt.

## Život a dílo
Vystudoval architekturu na universitě v Cincinnati. Od roku 1970 se věnuje alternativním obytným stavbám z odpadového materiálu, které jsou soběstačné ve spotřebě vody a elektřiny. Součástí domů jsou i skleníky produkující ovoce. Základem staveb jsou většinou použité pneumatiky, PET láhve nebo plechovky. Pneumatiky jsou naplněny hlínou a přirozeně regulují vnitřní teplotu. Takové použití odpadu je podle něj k životnímu prostředí šetrnější než průmyslová recyklace. Využívá alternativních zdrojů energie, součástí domů jsou malé solární panely nebo větrné elektrárny.
V městečku Taos v Novém Mexiku se mu podařilo vybudovat komunitu a postavit zde několik takových experimentálních domů, které jsou už desítky let v provozu. V jednom z nich se svou ženou bydlí. Narážel však na legislativu USA, která mu takové domy bránila stavět. Po zemětřesení v roce 2004 byl požádán o pomoc při budování nových obydlí na Andamanských ostrovech v Indickém oceánu. Jeho domy byly postupně postaveny v Belgii, Velké Británii, Francii, Nizozemsku, Portugalsku, Španělsku, Švédsku a Estonsku, Jihoafrické republice, Svazijsku nebo Haiti. V roce 2012 byl jeden takový dům postaven i v České republice. V květnu 2011 přednášel v Praze a Českých Budějovicích.
Svůj typ staveb nazývá Earthship (zeměloď) a vlastní společnost Earthship Biotecture, která stavbu těchto domů podporuje v celém světě. V roce 2007 o něm a o jeho práci natočil Oliver Hodge celovečerní dokument Architekt odpadu (Garbage Warrior). V roce 2009 získal film hlavní cenu festivalu Ekofilm v Českém Krumlově.

## Fotogalerie

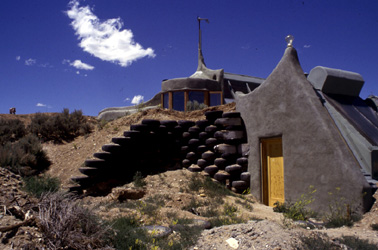
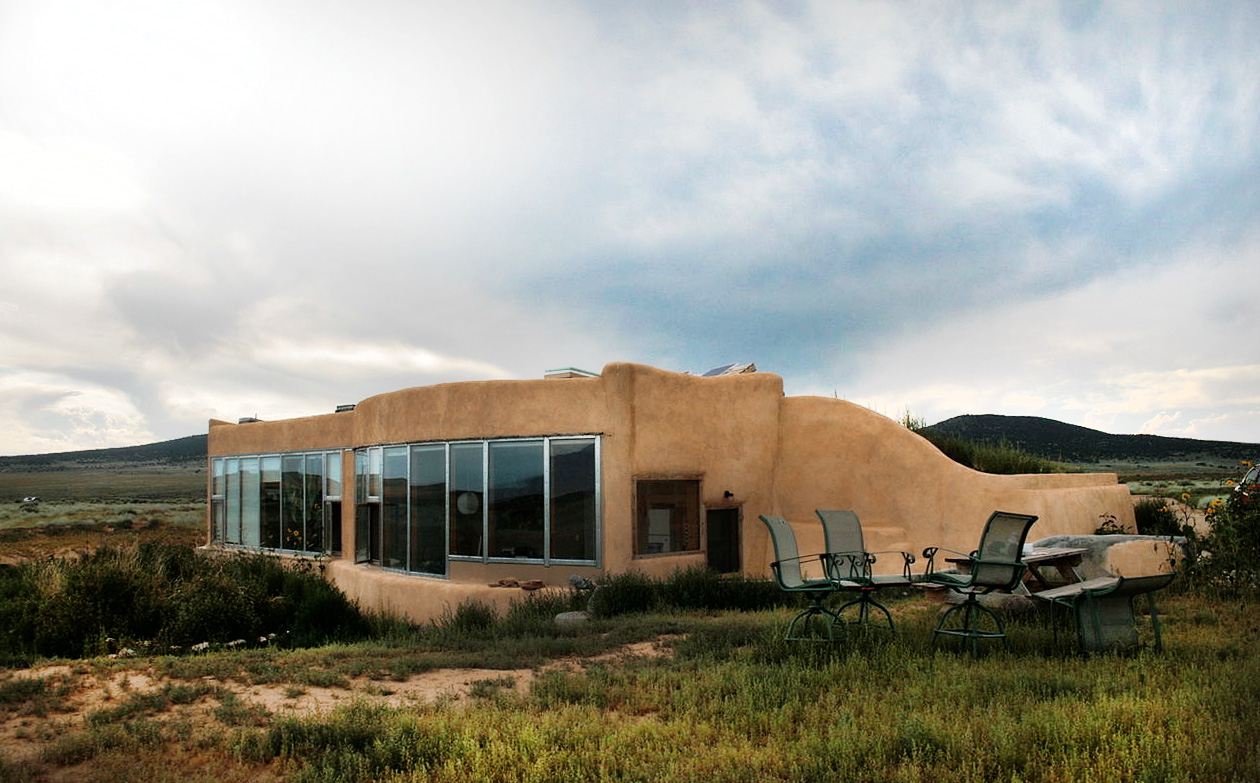
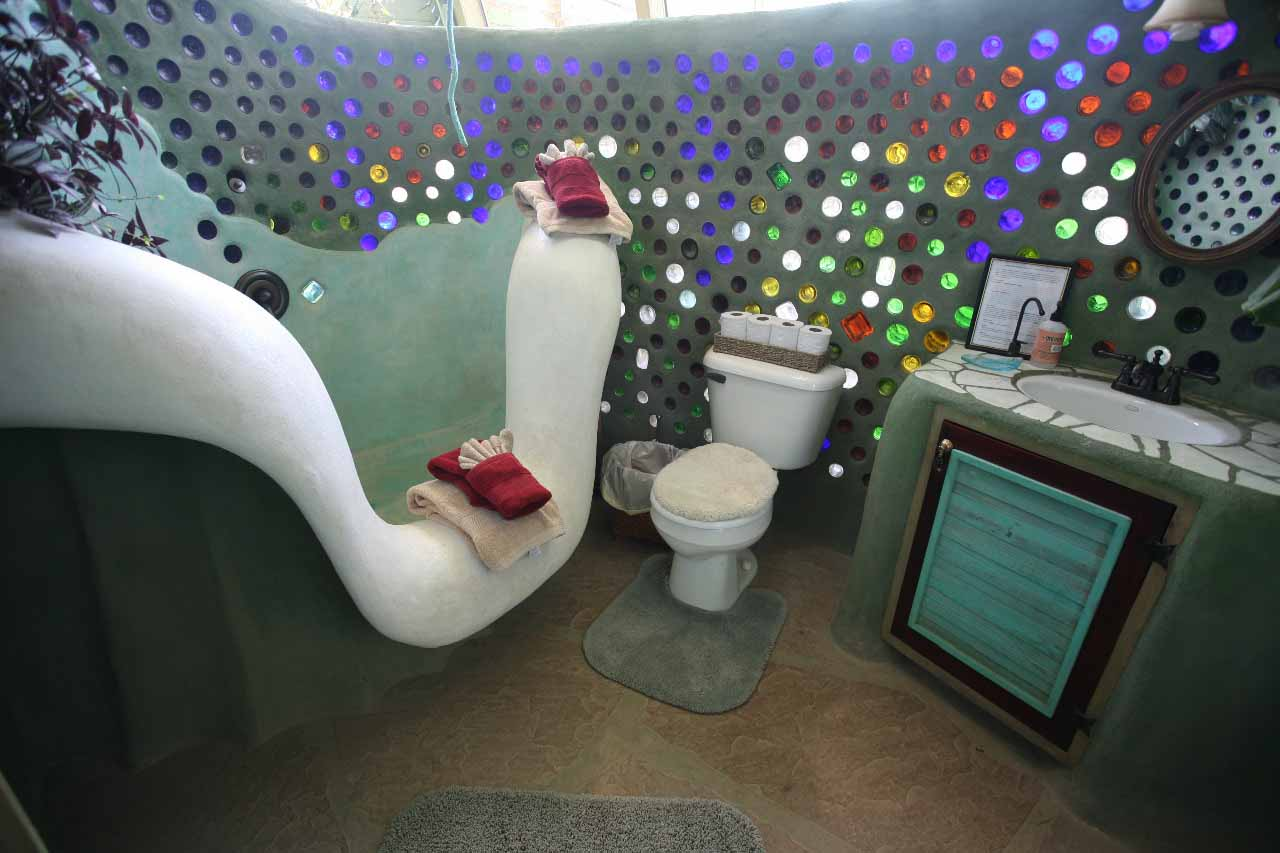
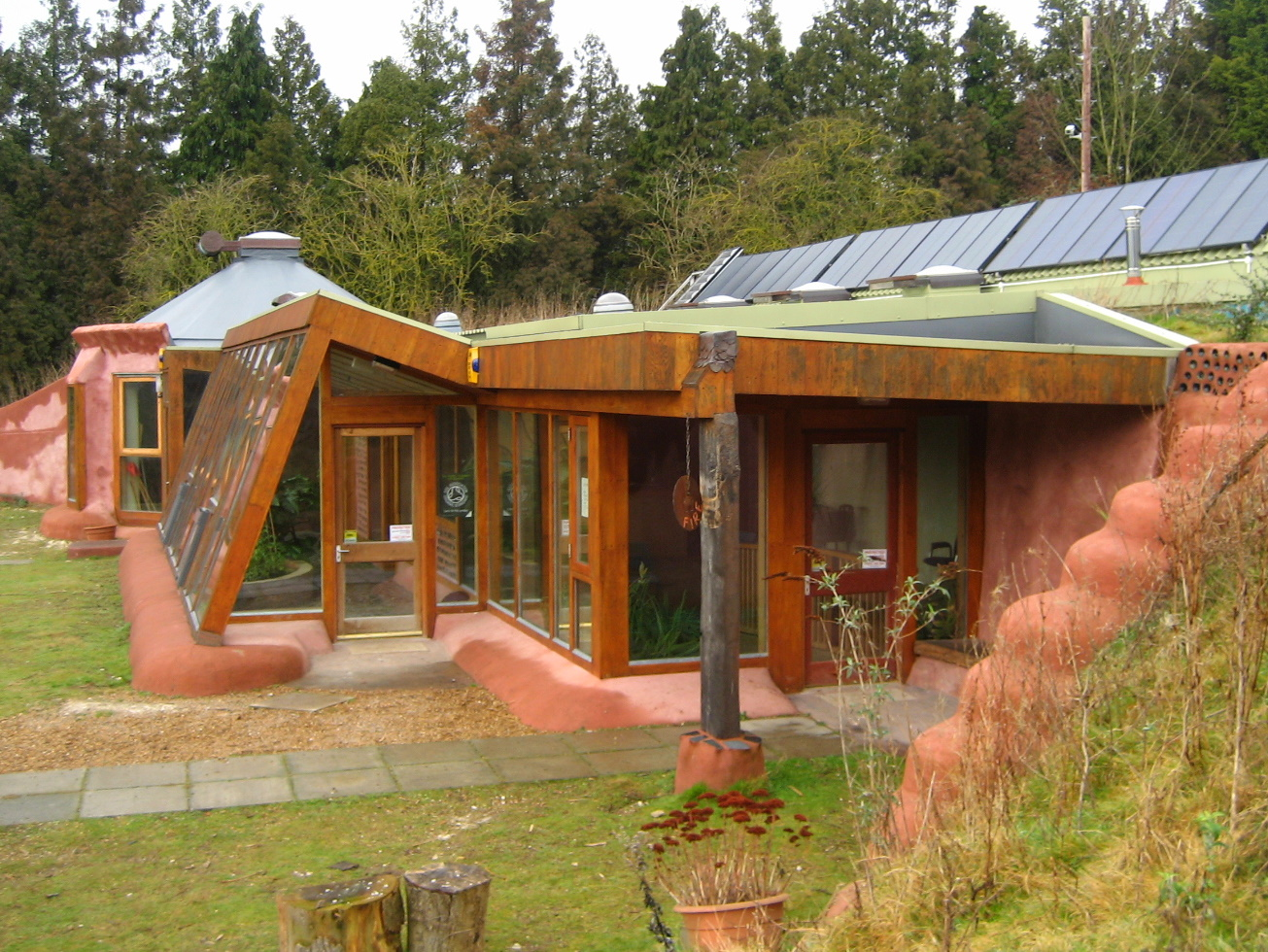
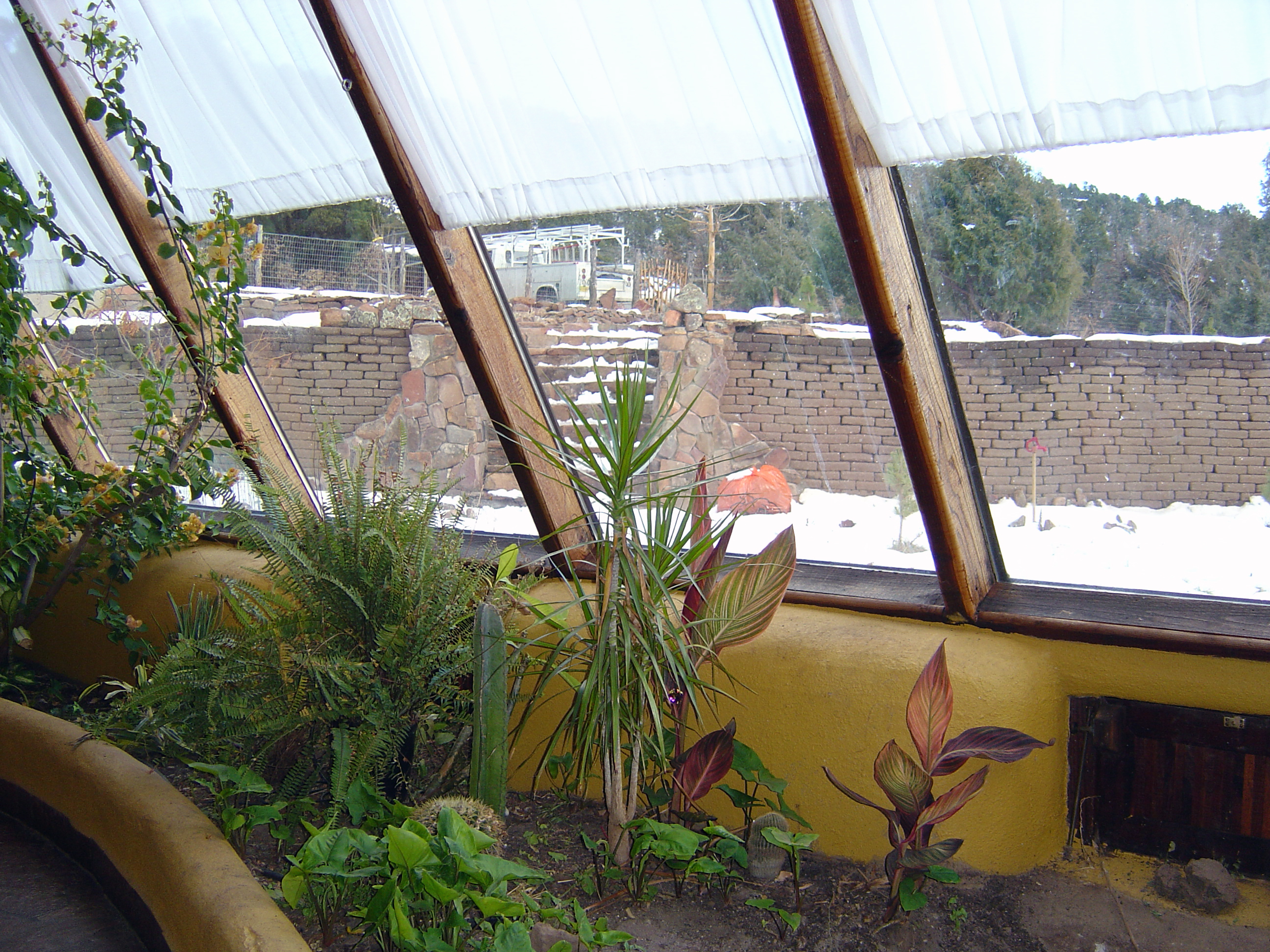
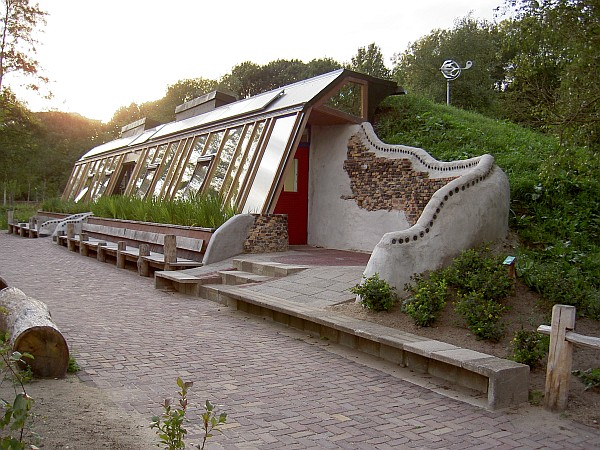